# کاسلی
شهر کاسلی (به روسی: Касли) در کشور روسیه و در اوبلاست چلیابینسک واقع شده‌است.